# Marantów (osada leśna)
Marantów – osada leśna w Polsce, położona w województwie wielkopolskim, w powiecie konińskim, w gminie Kazimierz Biskupi. Dawniej: kolonia byłej wsi Marantów, wcielonej w 1967 do Konina.
W latach 1975–1998 miejscowość administracyjnie należała do województwa konińskiego.